# Linh Sơn (tiểu thuyết)
Linh Sơn (靈山) là một tiểu thuyết nổi tiếng của Cao Hành Kiện (高行健). Tiểu thuyết này được tác giả bắt đầu cấu tứ từ mùa hè năm 1982. Trong những năm 1983, 1984, để viết cuốn tiểu thuyết này, Cao Hành Kiện đã di du lịch ba lần đến lưu vực Trường Giang, dạo khắp rừng núi, hành trình dài nhất có đến 15.000 cây số. Tiểu thuyết này hoàn thành tháng 9 năm 1989 tại Paris, được Công ty xuất bản Liên Kinh, Đài Loan xuất bản lần đầu vào tháng 12 năm 1990. Tác phẩm này được Cao Hành Kiện viết với ý định ban đầu là bày tỏ nỗi cô đơn nội tâm và để viết riêng cho ông chứ không hy vọng tác phẩm sẽ được xuất bản.

## Ấn bản tiếng Việt
Tiểu thuyết này đã có ba ấn bản dịch sang tiếng Việt:
- Linh Sơn, tiểu thuyết, Trần Đĩnh dịch từ tiếng Pháp (ấn bản năm 2000 của Nhà xuất bản Aube), Nhà xuất bản Phụ Nữ, 2002; 2003.
- Núi thiêng, tiểu thuyết, Ông Văn Tùng dịch từ bản tiếng Trung, Nhà xuất bản Văn Nghệ TP. HCM, 2003.
- Linh Sơn, tiểu thuyết, Hồ Quang Du dịch từ bản tiếng Trung (nguyên bản tiếng Trung do công ty xuất bản Liên Kinh (Đài Loan) xuất bản 10/2001), Nhà xuất bản Văn Học, 2003.